# Поныри
По́ныри — посёлок городского типа, административный центр Поныровского района Курской области. Образует городское поселение посёлок Поныри.
Население — 4916 жителей (2021 год).
Поныри — одноимённая железнодорожная станция, в 76 км к северу от Курска и в 50 км от Михайловского водохранилища на реке Свапе. Из Москвы можно доехать менее чем за 5 часов на поезде.

## История
Поселение Поныри (ныне сёла 1-е и 2-е Поныри) упоминается с 1690 года. Через село во время своей поездки в Крым в 1787 году проезжала Екатерина II. В связи с этим событием до сих пор многие объекты в районе в народе связаны с её именем. 
Нынешний посёлок образовался в 1860-х годах во время строительства железнодорожной линии Москва — Курск — Киев. Вблизи села Поныры на границе Орловской и Курской губернии, а также на высокой точке (через посёлок проходит линия водораздела Черноморского и Каспийского бассейнов) было решено построить основную станцию между Орлом и Курском. Станция заимствовала название близлежащего села, такое же название и получил образовавшийся вокруг неё железнодорожный посёлок. 17 (30) сентября 1868 года открылось движение поездов между Москвой и Курском, по новой линии проехал Император Александр II, в то же время он и посетил Поныри, отслужил торжественный молебен в привокзальной часовне и отправился дальше. В августе 2021 года Собрание депутатов поселка Поныри официально утвердило дату образования поселка 30 сентября 1868 года.
В конце XIX — начале XX века село Поныри было административным центром Поныровской волости Фатежского уезда. В 1902 году в посёлок при железнодорожной станции было переведено волостное правление, это было первое упоминание посёлка Поныри как самостоятельной административной единицы. В посёлке на тот момент было три улицы: Почтовая, Станционная (ныне — Ленина) и Восточная (ныне — Октябрьская), население составляло — 722 человека (при этом что население села превышало 5000 человек).
В сентябре 1919 года большевики оставили Поныри, и село заняли наступающие на Москву корниловцы. 4 ноября 1919 года червонные казаки под командованием В. М. Примакова совершило набег на Поныри, в результате которого было разрушено полотно железной дороги, взорвана водокачка, взят эшелон с обмундированием и разбито две белогвардейских роты. Вскоре силы ВСЮР начали отступление на юг, а в Поныри вошли части Эстонской стрелковой дивизии и принято решение о штурме Курска.
Во время Великой Отечественной войны в Поныри в ноябре 1941 года вошли немецкие оккупанты. Вернули посёлок Поныри и вокзал станции штурмом 9 февраля 1943 года полками 81-й стрелковой дивизии при поддержке 118-й танковой бригады и приданных артчастей. 5—11 июля 1943 года в районе Понырей проходили ожесточённые бои войск Центрального фронта под командованием К. К. Рокоссовского против немецких войск, пытавшихся атаковать и окружить советские войска на Курской дуге. Эти бои известны как Сражение на северном фасе Курской дуги. В честь этих боёв, остановивших немцев и позволивших в дальнейшем окончательно перехватить военную инициативу, в посёлке и в окрестностях установлены несколько памятников советским воинам (сапёрам, связистам, танкистам, десантникам) и большой мемориальный комплекс (с 1993 года), собравший несколько разбросанных по району братских могил советских солдат и обновлённый в 2013 году. В братской могиле покоится прах более чем 2600 советских воинов, в их числе три Героя Советского Союза: Г. С. Кагамлык, К. С. Седов, А. Д. Сапунов. У комплекса есть свой «Вечный огонь», посвященный погибшим.
В 2021 году Российским военно-историческим обществом был объявлен международный конкурс на создание в районе посёлка, на том месте, где были остановлены немецко-фашистские войска, на земельном участке площадью 80 гектаров, мемориального комплекса «Курская битва».

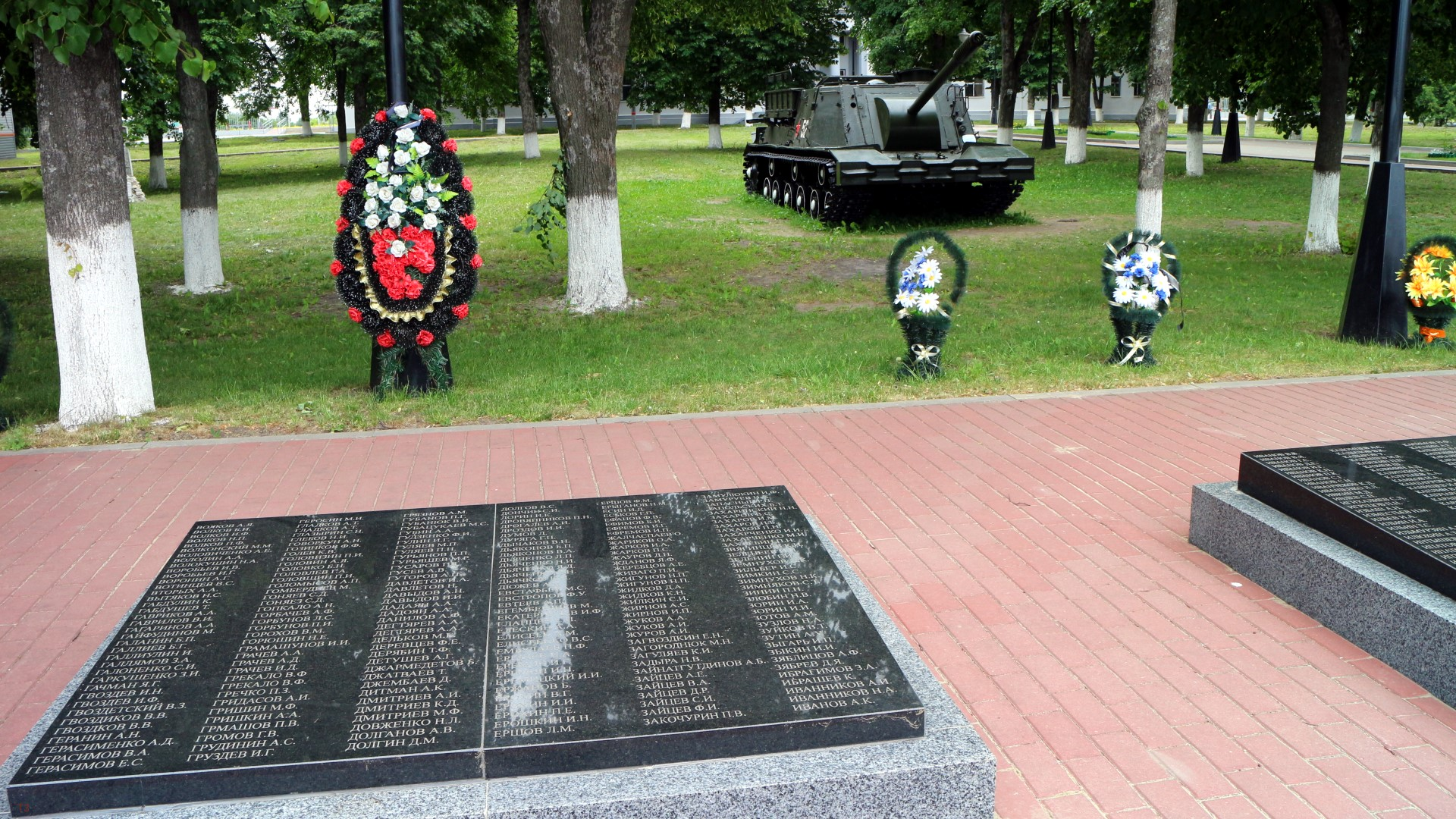
Посёлок Поныри — часть Мемориального комплекса с самоходкой, посвящённого ВОВ. 2018 год

Статус посёлка городского типа — с 1971 года.

## Климат
| Показатель                    | Янв.  | Фев.  | Март  | Апр.  | Май  | Июнь | Июль | Авг. | Сен. | Окт.  | Нояб. | Дек.  | Год   |
| ----------------------------- | ----- | ----- | ----- | ----- | ---- | ---- | ---- | ---- | ---- | ----- | ----- | ----- | ----- |
| Абсолютный максимум, °C       | 6,2   | 7,9   | 16,8  | 28,1  | 32,7 | 35,3 | 38   | 39,6 | 30,5 | 25,4  | 15,8  | 9,4   | 39,6  |
| Средний суточный максимум, °C | −5,2  | −4,7  | 0,8   | 11,5  | 19,5 | 22,7 | 24,4 | 23,4 | 17,2 | 9,5   | 1,5   | −3    | 10    |
| Средняя температура, °C       | −8,1  | −8    | −2,7  | 6,4   | 13,6 | 17   | 18,8 | 17,4 | 11,8 | 5,5   | −1    | −5,5  | 5,6   |
| Средний суточный минимум, °C  | −11,3 | −11,5 | −6,2  | 2     | 7,9  | 11,6 | 13,5 | 12,1 | 7,2  | 2,2   | −3,4  | −8,3  | 1,5   |
| Абсолютный минимум, °C        | −36,6 | −35   | −33,1 | −14,2 | −3,7 | 0,9  | 4    | 0,2  | −6,3 | −12,7 | −26,5 | −34,9 | −36,6 |
| Норма осадков, мм             | 41    | 35    | 35    | 40    | 49   | 71   | 83   | 67   | 57   | 53    | 47    | 48    | 626   |
| Источник: Climatebase.ru      |       |       |       |       |      |      |      |      |      |       |       |       |       |

| Показатель                   | Янв. | Фев. | Март | Апр. | Май  | Июнь | Июль | Авг. | Сен. | Окт. | Нояб. | Дек. | Год |
| ---------------------------- | ---- | ---- | ---- | ---- | ---- | ---- | ---- | ---- | ---- | ---- | ----- | ---- | --- |
| Средняя температура, °C      | −6,7 | −7,1 | −1,9 | 6,8  | 13,6 | 17,1 | 19   | 17,7 | 12   | 5,9  | −1,1  | −5,6 | 5,8 |
| Норма осадков, мм            | 45   | 38   | 34   | 42   | 47   | 71   | 79   | 68   | 59   | 60   | 45    | 47   | 635 |
| Источник: ФГБУ «ВНИИГМИ-МЦД» |      |      |      |      |      |      |      |      |      |      |       |      |     |

## Население
| 1939  | 1959  | 1979  | 1989  | 2002  | 2009  | 2010  |
| ----- | ----- | ----- | ----- | ----- | ----- | ----- |
| 2723  | ↗3927 | ↗4303 | ↗4941 | ↘4697 | ↘4314 | ↗4791 |
| 2012  | 2013  | 2014  | 2015  | 2016  | 2017  | 2018  |
| ↗4822 | ↗4899 | ↘4773 | ↗4801 | ↘4719 | ↗4737 | ↘4654 |
| 2019  | 2020  | 2021  |       |       |       |       |
| ↘4584 | ↗4596 | ↗4916 |       |       |       |       |

Население преимущественно русские, говорящие на характерном южном наречии русского языка. Согласно описанию местности середины XIX века: «население Фатежскаго уезда говорит на великоросском языке с говором и набором слов подобающим малоросскому». И по сей день, в речи жителей Понырей встречается множество слов больше свойственных украинскому языку. В посёлке имеется значительная ингушская диаспора, на площади Победы установлен памятный знак ингушам, погибшим на Курской дуге.
Национальный состав
По итогам переписи населения 2020 года проживали следующие национальности (национальности менее 0,1 % и другое, см. в сноске к строке «Другие»):
| Национальность | Численность, чел. | Доля     |
| -------------- | ----------------- | -------- |
| Русские        | 4637              | 94,32 %  |
| Армяне         | 80                | 1,63 %   |
| Ингуши         | 26                | 0,53 %   |
| Украинцы       | 23                | 0,47 %   |
| Азербайджанцы  | 6                 | 0,12 %   |
| Осетины        | 5                 | 0,10 %   |
| Другие         | 139               | 2,83 %   |
| Итого          | 4916              | 100,00 % |

## Экономика
Ранее в посёлке работали пенькозавод, кирпичный завод, инкубаторная станция, нефтебаза.
Функционирует маслозавод.

## Культура и образование
На территории п. Поныри действует:
- Поныровский историко-мемориальный музей Курской битвы
- МКОУ «Поныровская средняя общеобразовательная школа» (начальное звено)
- МКОУ «Поныровская средняя общеобразовательная школа» (среднее звено)
- МКУК «Межпоселенческая библиотека»
- МКОУ ДО «Поныровская детская школа искусств»
- МКОУ ДО «Поныровская детско-юношеская спортивная школа»
- ОБПОУ «Свободинский аграрно-технический техникум» имени К. К. Рокоссовского (филиал)
- МКДОУ «Поныровский детский сад „Ромашка“»

## Известные жители
- Вялых, Николай Алексеевич — танкист, участник Великой Отечественной войны, Герой Советского Союза.
- Дудин, Иван Никанорович — Герой Социалистического Труда.

## В популярной культуре
В компьютерной игре Call of Duty: United Offensive в советской кампании присутствует миссия «Поныри», в которой игрок в роли советского солдата участвует в освобождении села от войск вермахта.
В фильме «В бой идут одни „старики“» Сергей Скворцов рассказывает о том, что был сбит немецким лётчиком во время тарана в битве над Понырями.

## Галерея

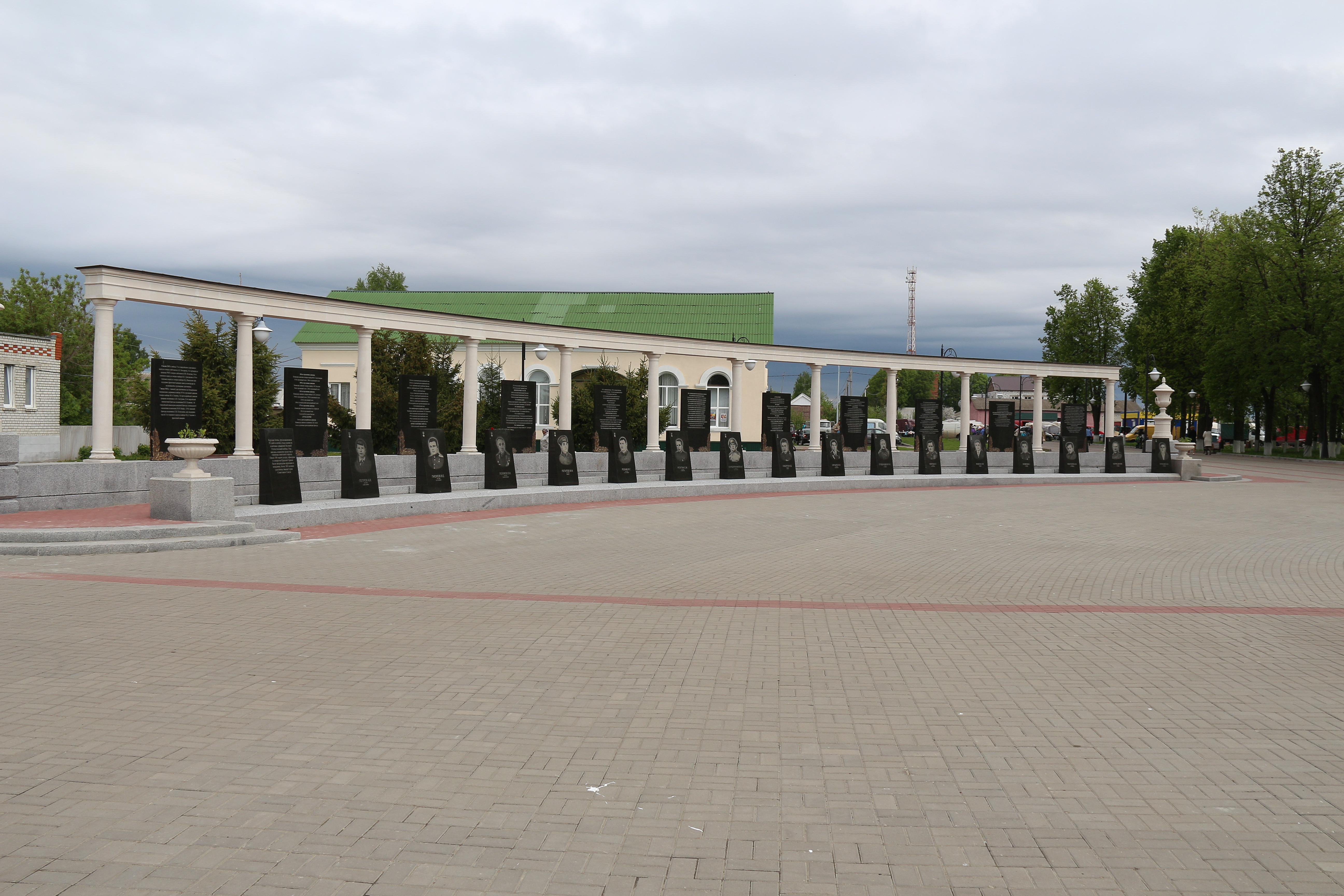
Мемориальный комплекс «Героям Северного фаса Курской дуги» 1 очередь
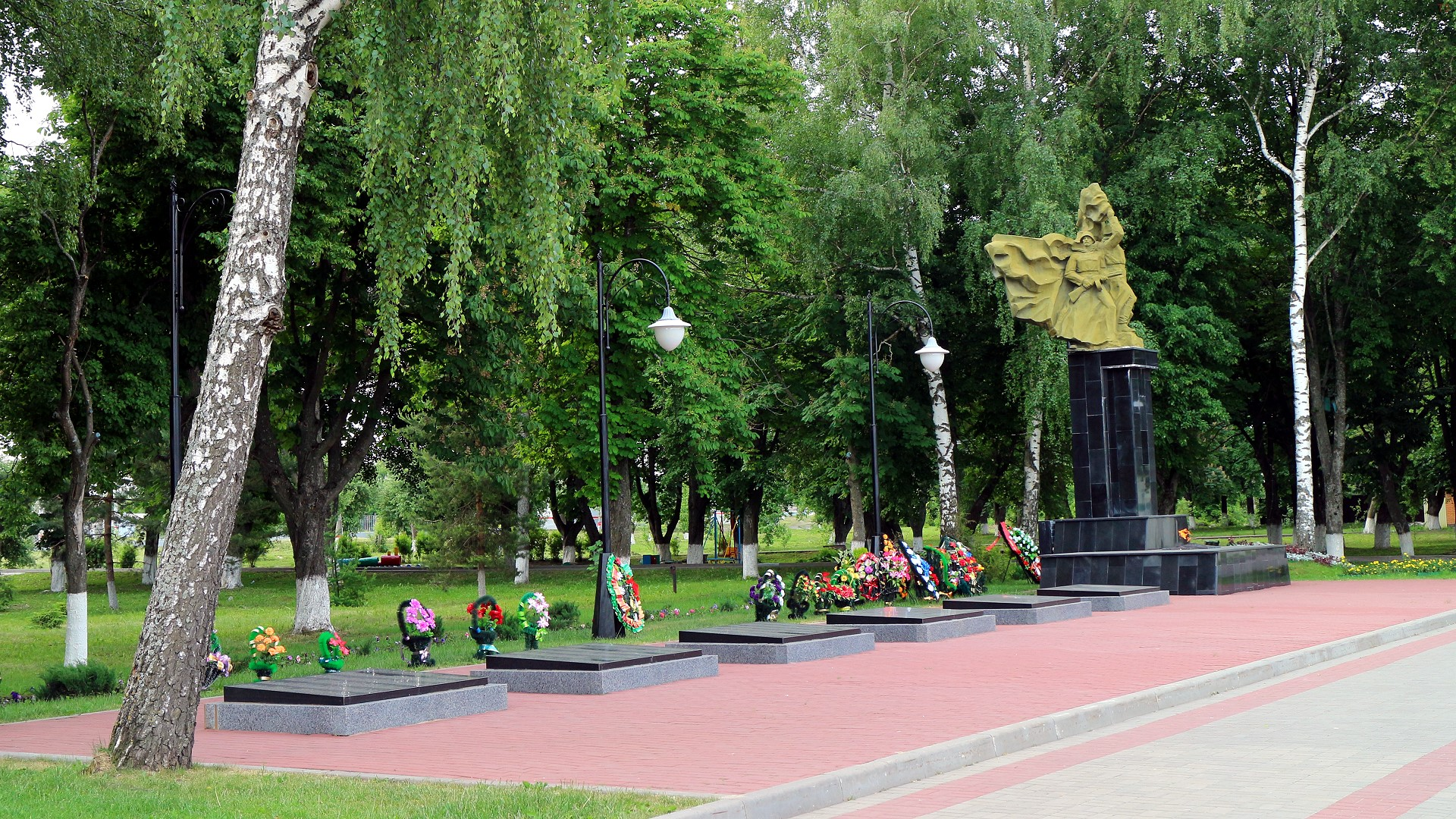
Мемориальный комплекс, посвященный павшим в  Курской битве — часть с Вечным огнём
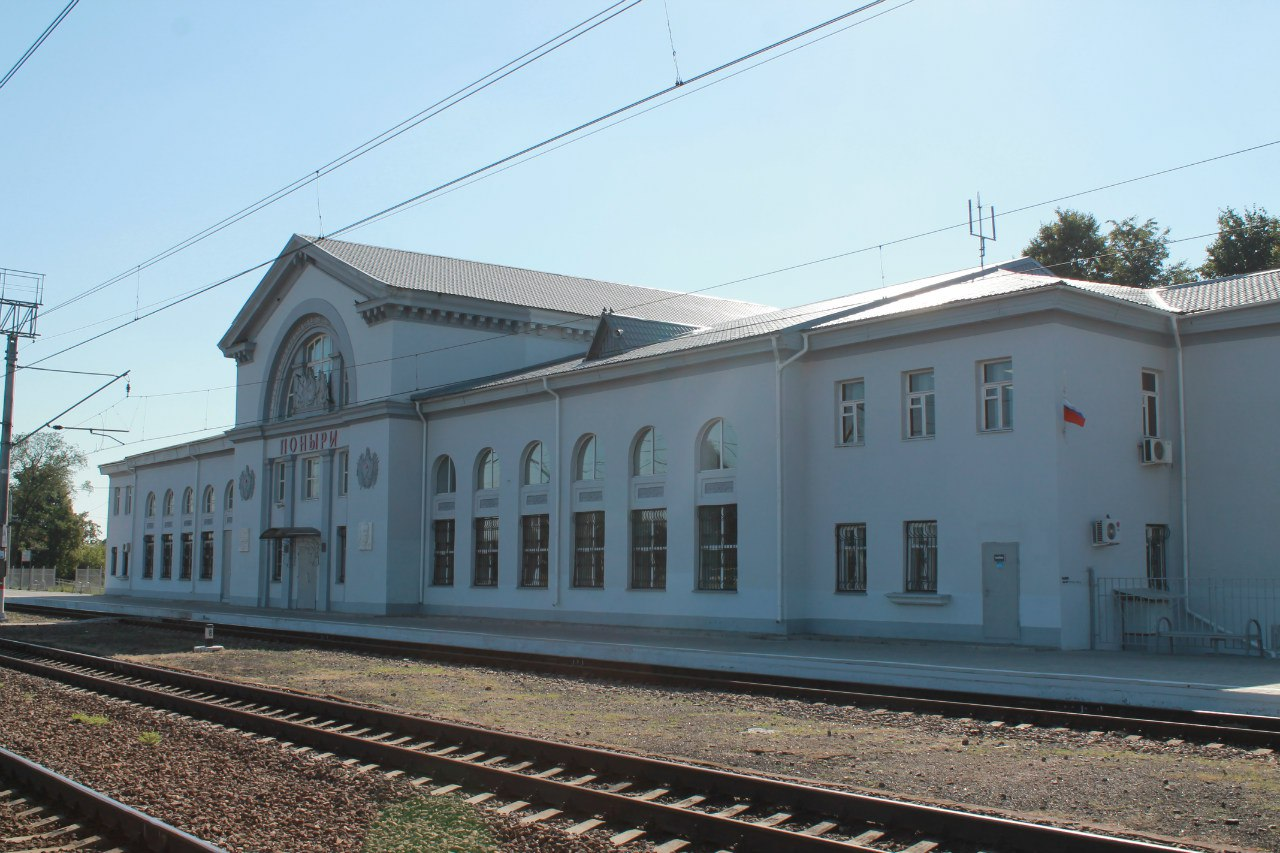
Железнодорожный вокзал «Поныри»
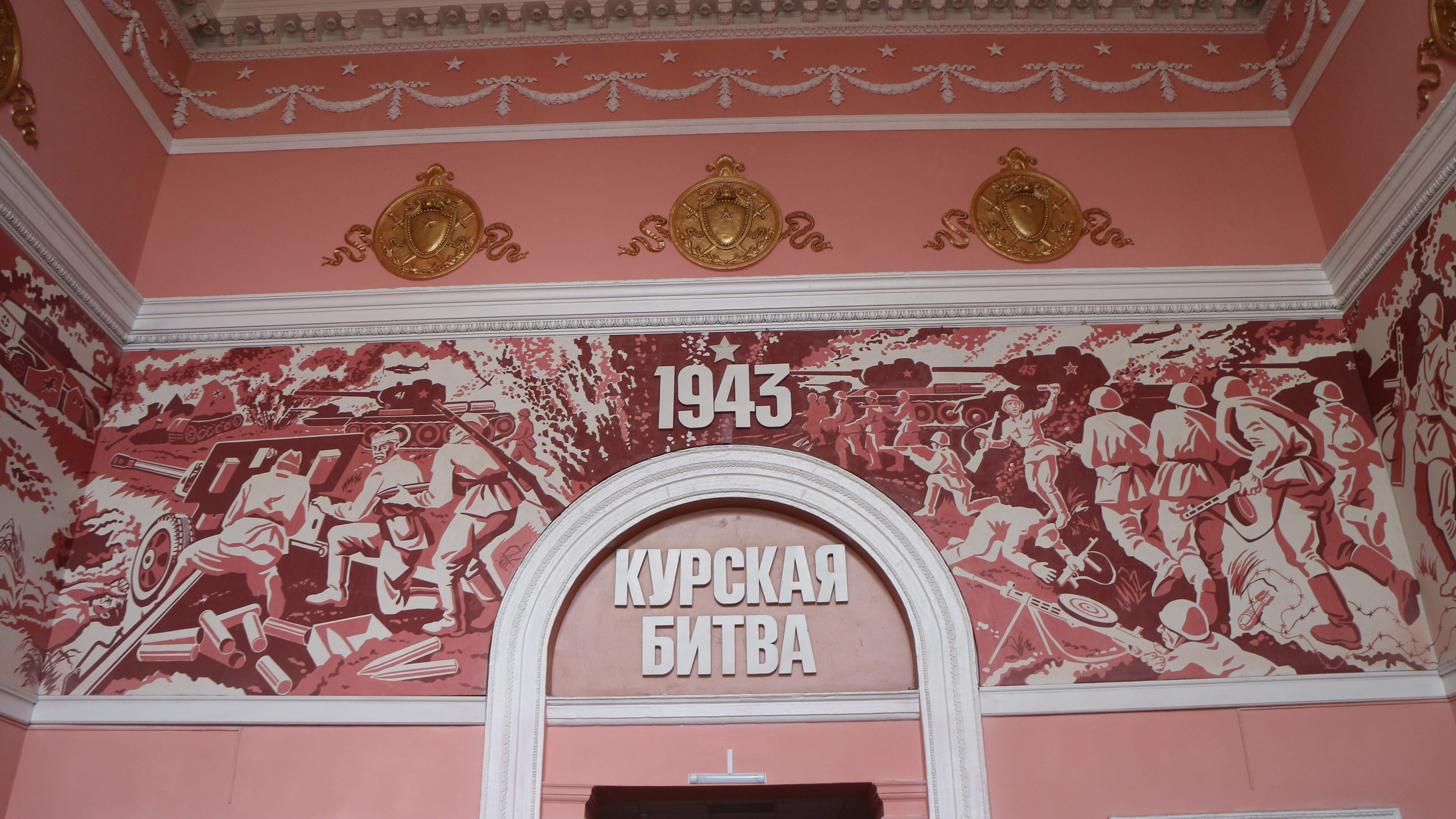
Вокзал «Поныри» внутри — центр
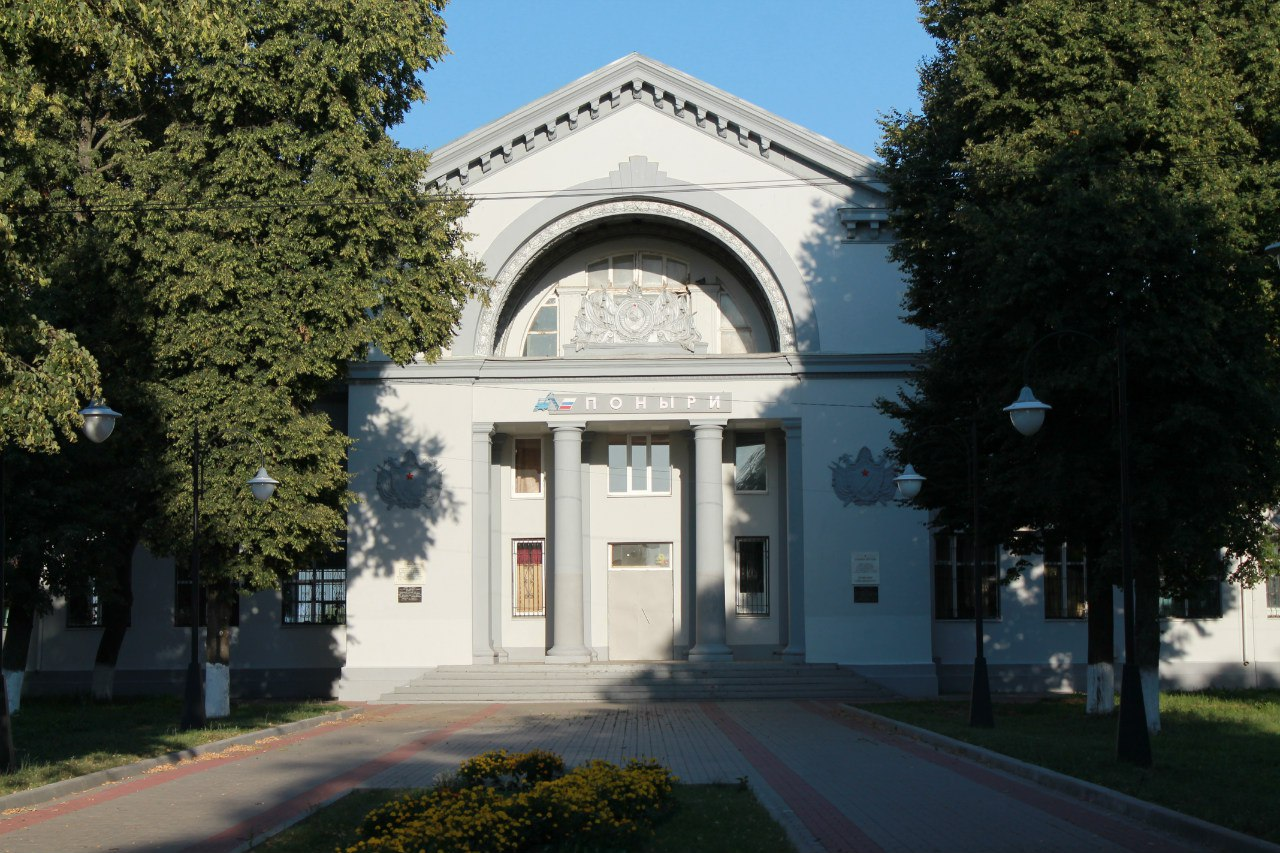
Железнодорожный вокзал «Поныри»
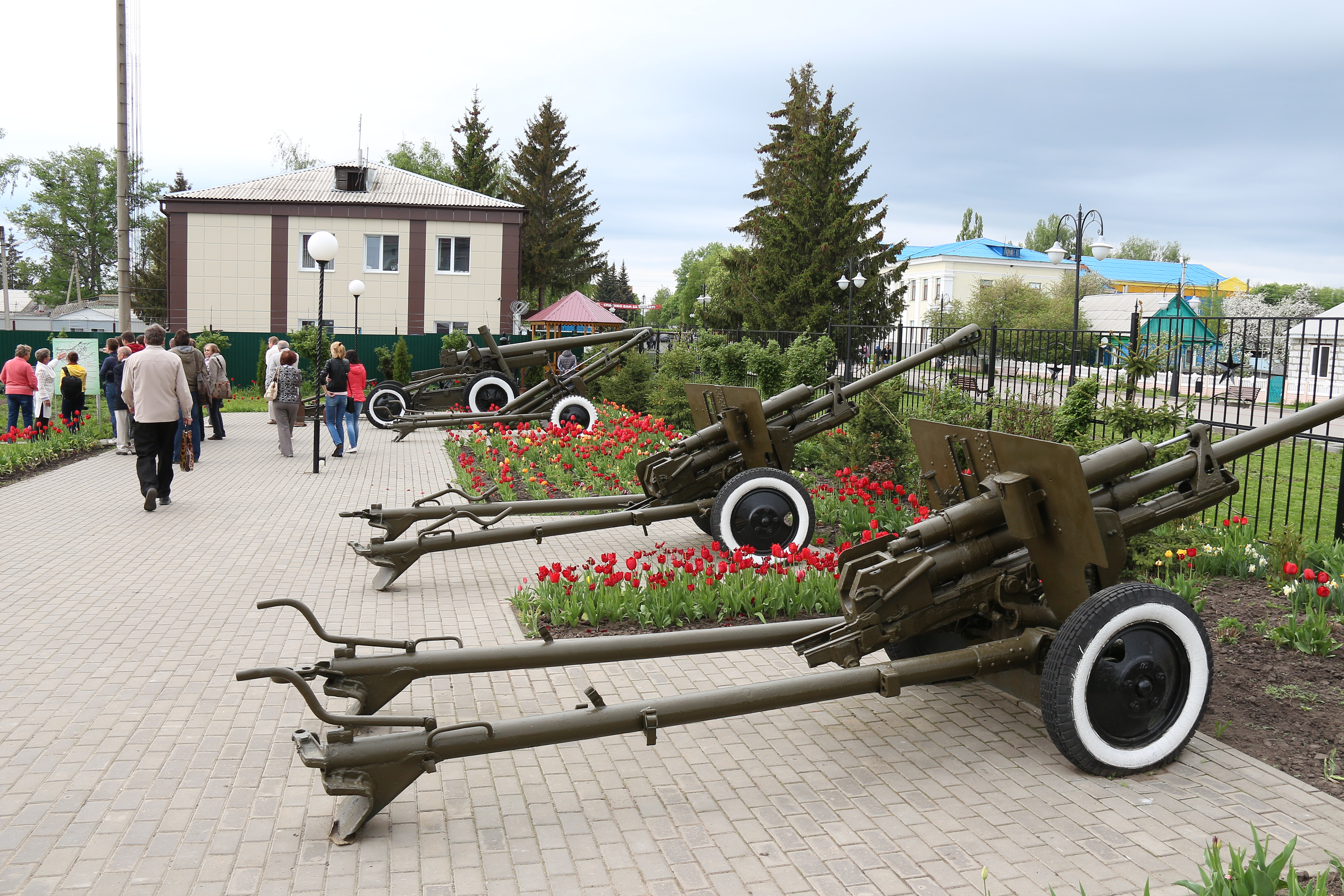
Двор Поныровского историко-мемориального музея Курской битвы
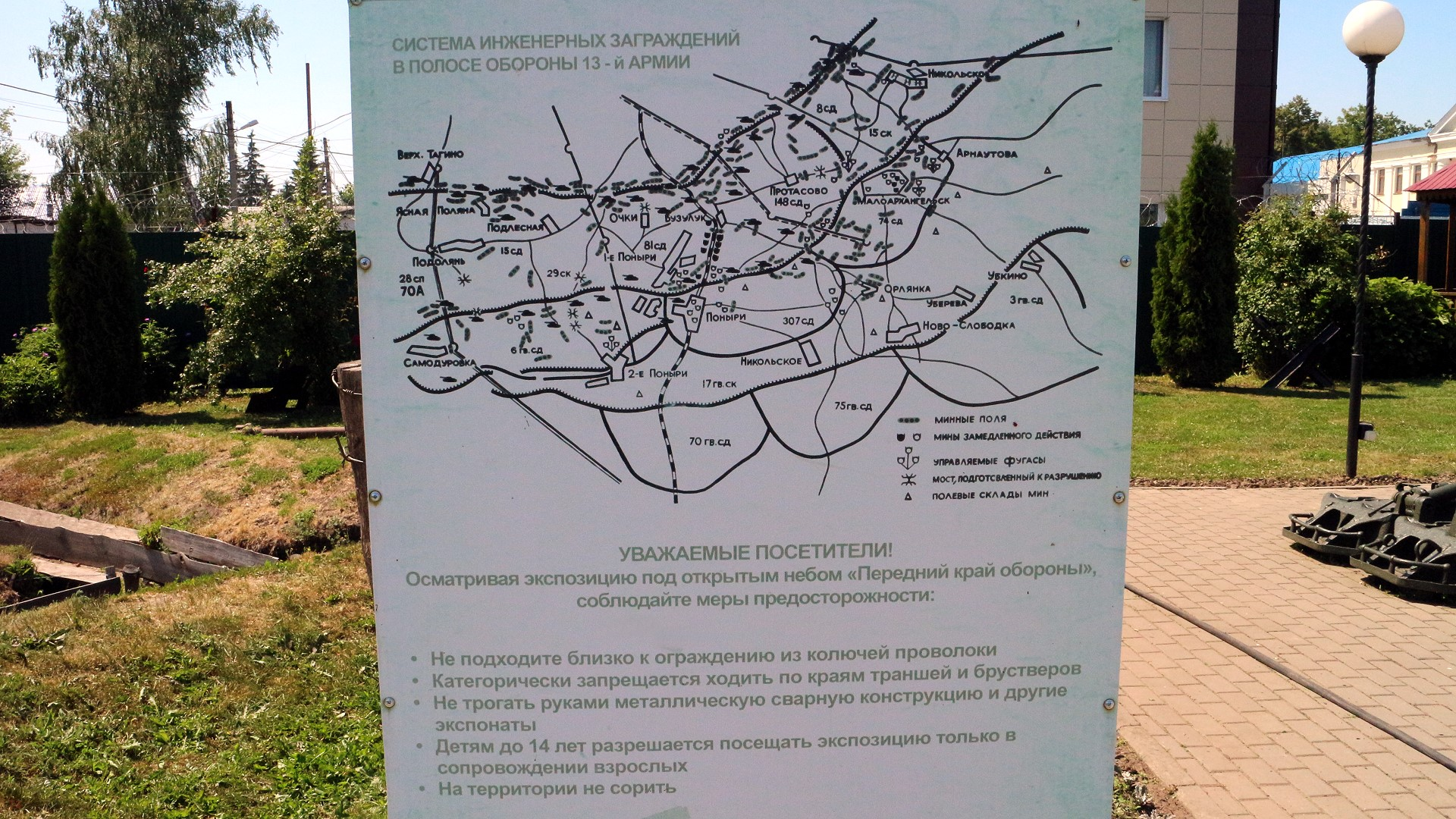
Схема боёв в 1943 (рядом с Поныровским музеем)
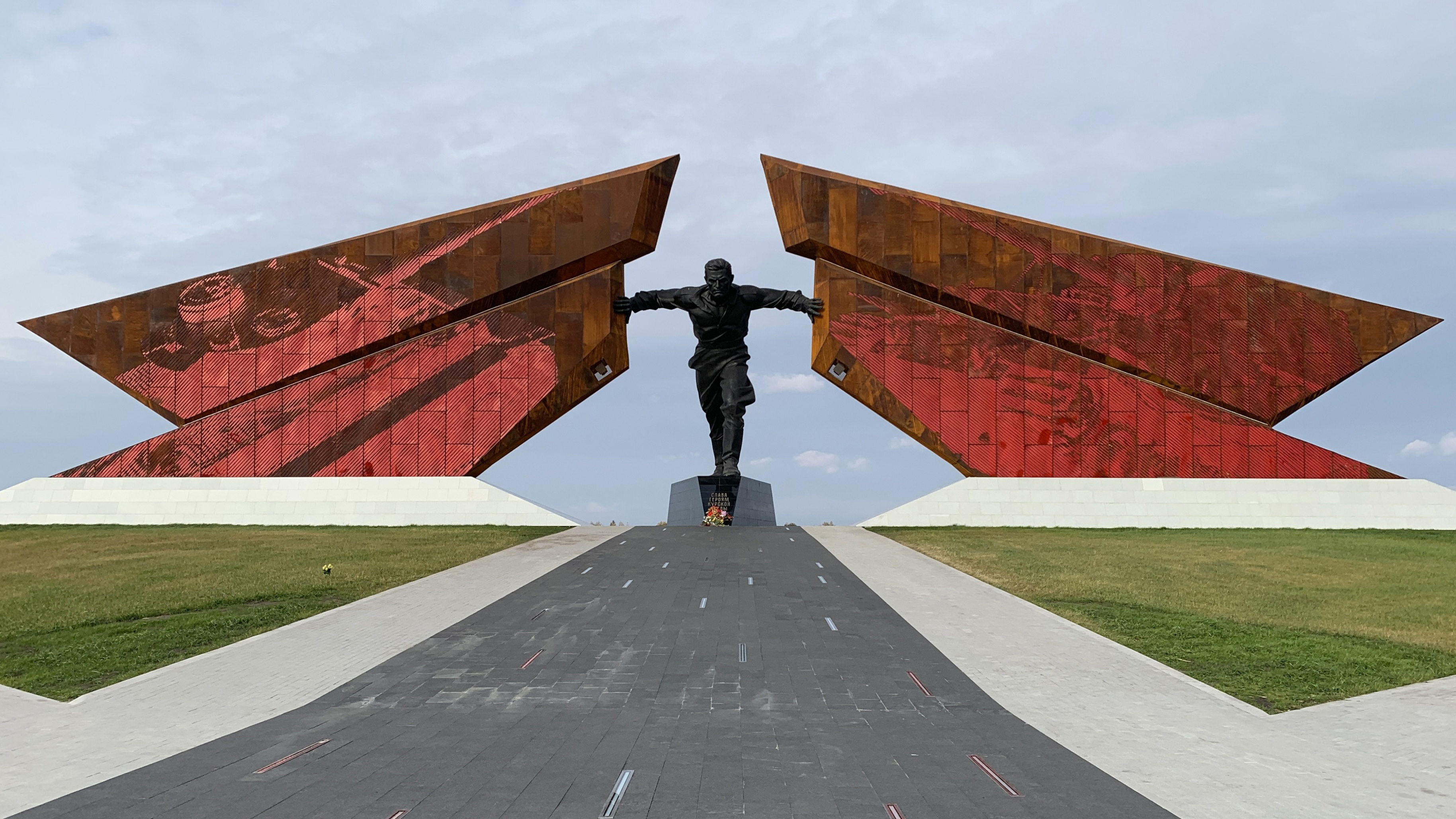
Мемориал «Курская битва»